# Amphinectidae
Amphinectidae là một họ nhện gồm 180 loài đã được miêu tả, nằm trong 35 chi. Họ Neolanidae chỉ có 1 chi duy nhất là Neolana đã được nhập vào họ này năm 2005.

## Các chi
- Akatorea Forster & Wilton, 1973 — New Zealand
- Amphinecta Simon, 1898 — New Zealand
- Aorangia Forster & Wilton, 1973 — New Zealand
- Austmusia Gray, 1983 — Australia
- Buyina Davies, 1998 — Australia
- Calacadia Exline, 1960 — Chile
- Carbinea Davies, 1999 — Australia
- Cunnawarra Davies, 1998 — Australia
- Dunstanoides Forster & Wilton, 1989 — New Zealand
- Holomamoea Forster & Wilton, 1973 — New Zealand
- Huara Forster, 1964 — New Zealand
- Jalkaraburra Davies, 1998 — Australia
- Kababina Davies, 1995 — Australia
- Keera Davies, 1998 — Australia
- Magua Davies, 1998 — Australia
- Makora Forster & Wilton, 1973 — New Zealand
- Malarina Davies & Lambkin, 2000 — Australia
- Mamoea Forster & Wilton, 1973 — New Zealand
- Maniho Marples, 1959 — New Zealand
- Marplesia Lehtinen, 1967 — New Zealand
- Metaltella Mello-Leitão, 1931 — South America
- Neolana Forster & Wilton, 1973 — New Zealand
- Neororea Forster & Wilton, 1973 — New Zealand
- Oparara Forster & Wilton, 1973 — New Zealand
- Paramamoea Forster & Wilton, 1973 — New Zealand
- Penaoola Davies, 1998 — Australia
- Quemusia Davies, 1998 — Australia
- Rangitata Forster & Wilton, 1973 — New Zealand
- Reinga Forster & Wilton, 1973 — New Zealand
- Rorea Forster & Wilton, 1973 — New Zealand
- Tanganoides Davies, 2005 — Australia
- Tasmabrochus Davies, 2002 — Tasmania
- Tasmarubrius Davies, 1998 — Tasmania
- Teeatta Davies, 2005 — Tasmania
- Wabua Davies, 2000 — Australia
- Waterea Forster & Wilton, 1973 — New Zealand

## Hình ảnh

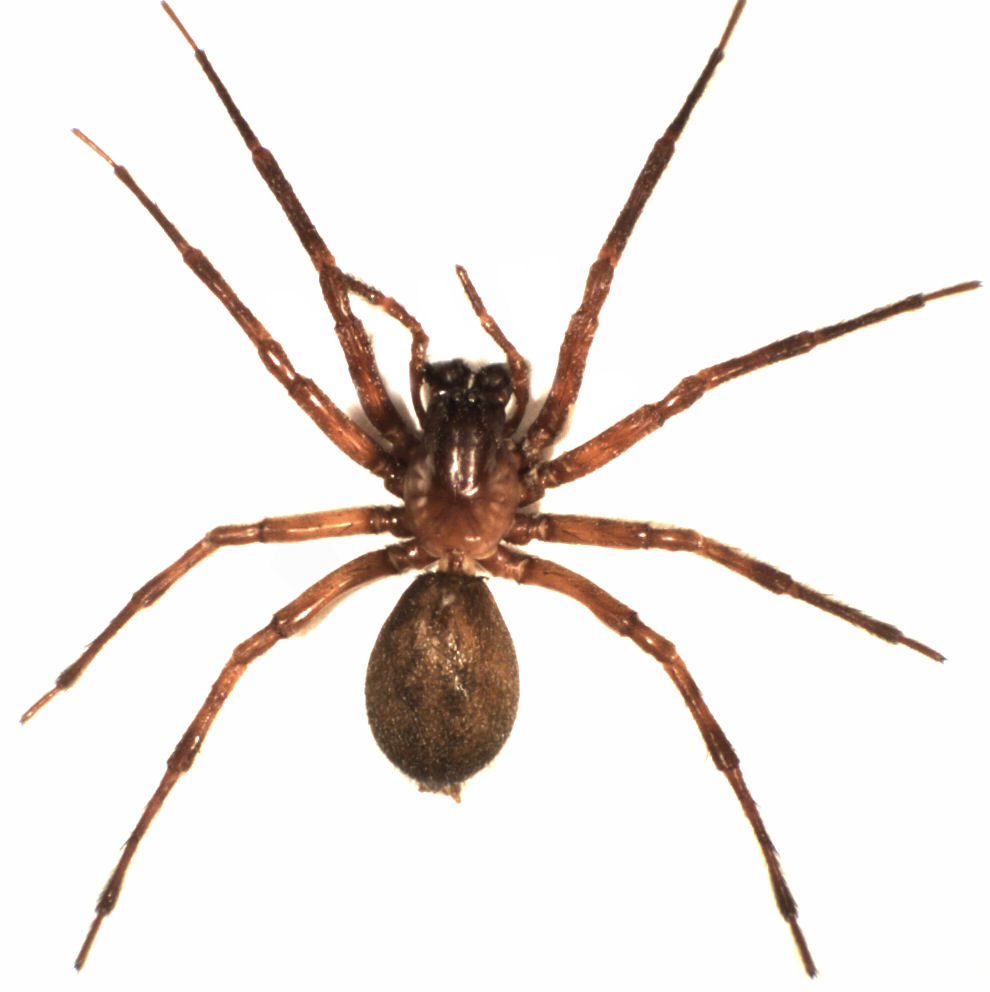
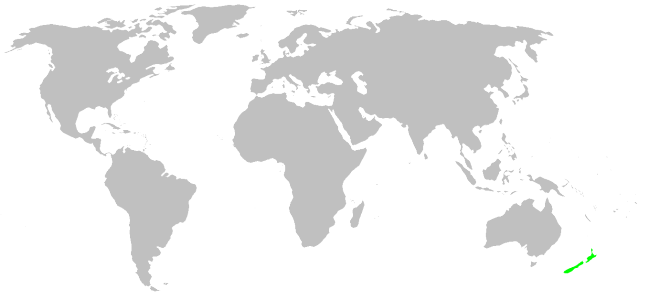